# Kanton Matoury
Der Kanton Matoury war ein französischer Kanton in Französisch-Guayana und im Arrondissement Cayenne.

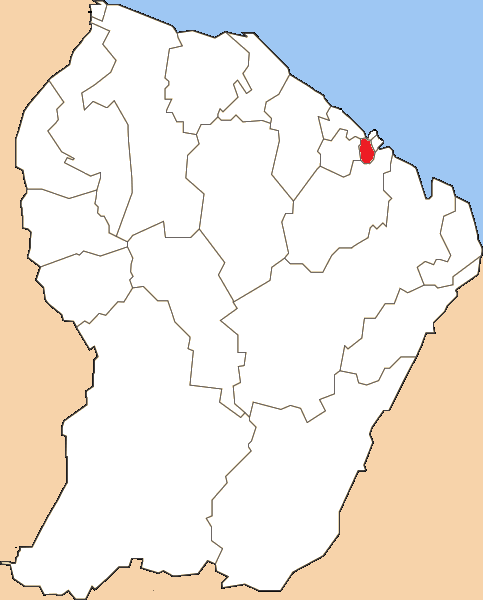
Lage des Kantons Matoury im Departement Guyana

Der Kanton war deckungsgleich mit der Gemeinde Matoury und hatte 29.712 Einwohner (2012).